# Hurrikan Marie (2014)
Hurrikan Marie war Ende August 2014 ein tropischer Wirbelsturm der Kategorie 5 vor der Westküste der Vereinigten Staaten und Mittelamerikas.

## Sturmverlauf

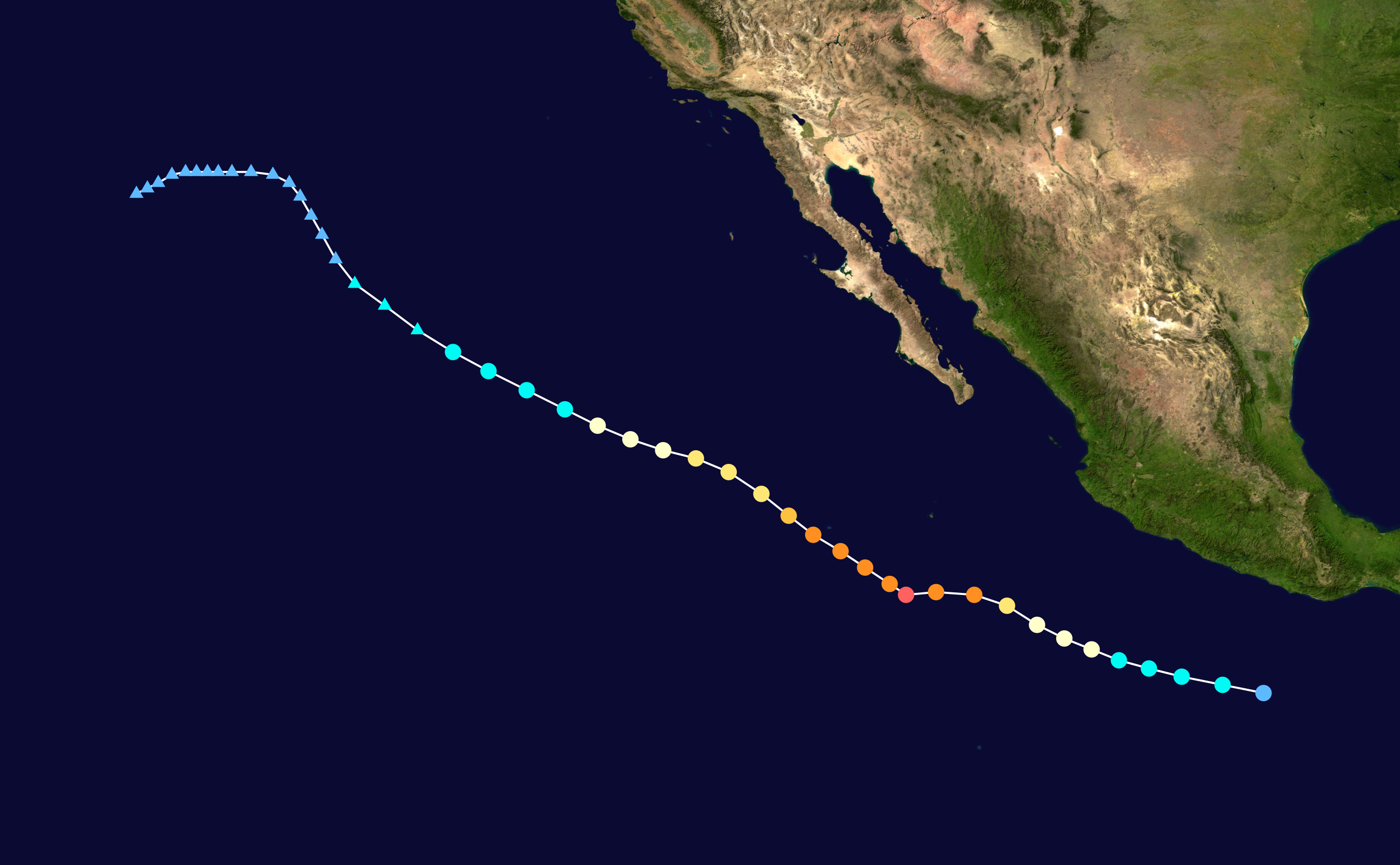
Verlauf von Marie

Am frühen Morgen des 22. August begann das National Hurrikan Center (NHC) mit der Beobachtung eines tropischen Tiefdruckgebietes, welches sich etwa 510 km südlich von Acapulco, Guerrero befand und die Bezeichnung Dreizehn-E bekam. Es verstärkte sich nun innerhalb von 6 Stunden zu einem tropischen Sturm und wurde Marie genannt. Der Sturm zog weiter in West-Nordwestliche Richtung und verstärkte sich weiterhin. Am Vormittag des 23. August intensivierte sich Marie zu einem Kategorie-1-Hurrikan und begann, ein kleines Auge zu bilden. Am frühen Morgen des 24. August entwickelte sich Marie rapide zunächst zu einem Kategorie-2-Hurrikan und nur sechs Stunden später zu einem Hurrikan der zweithöchsten Kategorie 4. Marie erreichte am Abend desselben Tages Spitzenwindgeschwindigkeiten von 260 km/h die höchste Kategorie 5. Somit ist Marie der erste Hurrikan der Kategorie 5 seit Hurrikan Celia aus dem Jahr 2010. In der Nacht zum 25. August schwächte sich Marie wieder zu einem Kategorie-4-Hurrikan ab, driftete nun in Richtung Nordwesten und zog knapp westlich an Clarión vorbei.
Das System begann sich am Morgen des 26. August wieder abzuschwächen und wurde zunächst zu einem Kategorie-3-Hurrikan hinabgestuft. Sechs Stunden später war Marie nur noch ein Hurrikan der Kategorie 2 und verlor weiter an Kraft. Marie schwächte sich in der Nacht zum 27. August in einen Kategorie-1-Hurrikan ab und erreichte kühlere Gewässer. Am Nachmittag des 28. August war Marie bereits nur noch ein tropischer Sturm mit schwacher Intensität. Am Morgen des folgenden Tages degenerierte Marie ca. 1585 km südwestlich von San Diego, Kalifornien zu einer außertropischen Zyklone.